# Magí Cadevall i Soler
Magí Cadevall i Soler (Terrassa, 30 de juliol de 1937) és un professor universitari i polític català.

## Biografia
Es doctorà en Filosofia i Lletres a la Universitat de Barcelona i fou professor de Lògica i Filosofia de la Ciència a la Universitat Autònoma de Barcelona. És membre d'Òmnium Cultural, de l'associació Amics de les Arts i a l'Associació de Veïns de Ca n'Aurell, del Centre Excursionista de Terrassa i del Centre d'Esports Bon Aire.
Militant de la UGT de Catalunya, fou secretari de la secció d'universitaris FETE-UGT el 1987-1991. El 1961 es va afiliar al Front Obrer de Catalunya (FOC) i el 1974 a Convergència Socialista de Catalunya (CSC) amb la que es va integrar al Partit dels Socialistes de Catalunya (PSC-PSOE) el 1978, del qual n'ha estat membre del Consell Nacional, secretari d'organització de la Federació del Vallès Occidental i primer secretari de l'Agrupació de Terrassa. Fou elegit diputat a les eleccions al Parlament de Catalunya de 1988, 1992 i 1995. Ha estat vicepresident de la Comissió de Política Cultural del Parlament de Catalunya (1988-1992).

## Obres
- La lògica de la investigació científica (1985)
- L'estructura de la teoria de l'evolució (1988)